# Lánský kopec
Lánský kopec (221 m n. m.), též Pravý Lánský kopec, je vrch v okrese Mladá Boleslav Středočeského kraje, ležící asi 1 km zjz. od Voděrad, na katastrálním území Voděrady a Luštěnice. Je to nejvýznamnější vrchol Luštěnické kotliny.

## Geomorfologické zařazení
Vrch náleží do celku Jizerská tabule, podcelku Dolnojizerská tabule a okrsku Luštěnická kotlina.

## Přístup
Vrch se nachází mezi silnicí I/38 vedoucí ze severozápadu směrem na Luštěnice a odbočkou na Voděrady. Z obou těchto sídel je jednoduchý pěší přístup.